# Gelis virginiensis
Gelis virginiensis là một loài tò vò trong họ Ichneumonidae.